# Jenjić
Jenjić je naselje u općini Orašje, Federacija BiH, BiH.

## Stanovništvo
Nacionalni sastav stanovništva 2013. godine, bio je sljedeći:
ukupno: 23
- Hrvati – 23
- Jugoslaveni – 0
- ostali, neopredijeljeni i nepoznato – 0

## Šport
- NK Bosanac Jenjić

## Vanjske poveznice
- jenjic.wixsite.com